# Sunds
Sunds is een plaats in de Deense regio Midden-Jutland, gemeente Herning, en telt 3960 inwoners (2008).